# Gioco all'italiana
Gioco all'italiana, também conhecido por Zona Mista, é um sistema de jogo de futebol utilizado na Itália. É considerado uma escola de futebol italiana.
A Itália foi Campeã do Mundo em 1982 utilizando-se desta tática

## Origem

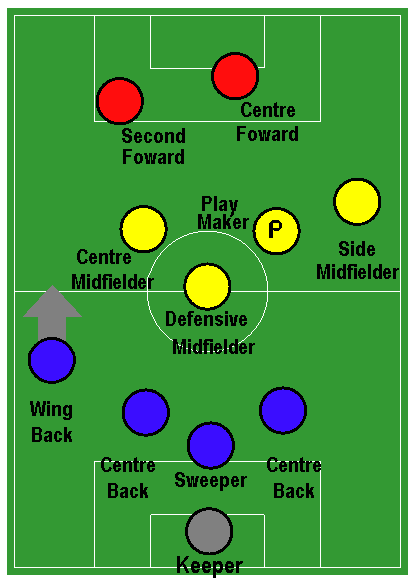
Esquema mostrando o típico "Gioco all'italiana"

O chamado "Gioco all'italiana" foi utilizado pela maioria dos clubes italianos desde a década de 70, e chegou ao seu apogeu na Copa do Mundo de 1982.
Surgiu como uma variação do Catenaccio tradicional utilizado pela “Grande Inter” da decada de 60.

### O Gioco all'italiana
O sistema tático do "Gioco all'italiana" era o 4-4-2, com desenho “torto” e com três peculiaridades: um líbero, um lateral-base, e um meio-campista lateralizado (chamado de "tornante").
O líbero é inspirado no modelo do futebol total holandês. Ou seja, ele precisava ser um jogador técnico e inteligente, para combinar qualidade na saída de jogo - bons passes, lançamentos precisos - com discernimento para saber quando se projetar, e quando recuar.
Neste sistema, o líbero tem liberdade, e os outros nove jogadores marcam o outro time individualmente, principalmente o craque adversário.
O desenho é “torto”, pois há uma espécie de lateral esquerdo que forma uma linha defensiva com os outros 3 zagueiros, que estão centralizados, e não há lateral direito. O esquema é formado ainda por um ala direito (que joga como um "Winger inglês"), por um ponta-de-lança que joga recuado e alinhado ao meia central virando o “armador” da equipe. O ponteiro esquerdo do catenaccio jogava como segundo atacante. Os outros 2 jogadores são: Volante marcador, e o centro-avante

### Seleção Italiana de 1982
Na seleção campeã em 1982, treinada por Enzo Bearzot Scirea exercia o papel de líbero, tendo ao lado o zagueiro Collovati. Gentile, na teoria, era um lateral-direito, que na prática precisava guardar um posicionamento inicial mais rígido, centralizando quando necessário, e apoiando pouco.

## Times que Utilizaram Este Esquema
- Seleção Italiana, quarta colocada na Copa do Mundo de 1978 e Campeã em 1982 (Treinador: Enzo Bearzot).
- Juventus, treinada por Giovanni Trapattoni durante os anos de 1970 a 1980.
- Inter de Milão, treinada por Giovanni Trapattoni, vencedora do campeonato italiano na temporada de 1988-89.
- Fiorentina, de Paulo Sousa, na época 2015/2016.
- Chelsea Football Club, de Antonio Conte, 2016 - 2018